# SSV Reutlingen 05
SSV Reutlingen is een Duitse sportclub uit Reutlingen, Baden-Württemberg. De club is het meest bekend om zijn voetbalafdeling maar is ook actief in boksen, tennis, zwemmen, tafeltennis, vrijetijdssport en sport voor gehandicapten.
De club werd op 9 mei 1905 opgericht als FC Arminia Reutlingen 1905 en veranderde in 1910 de clubnaam in SV Reutlingen 1905. In 1938 fusioneerde de sportclub met 1. Schwimmverein 1911 en werd zo SSV Reutlingen 05.
Na WOII speelde de club in de Oberliga Süd, de toenmalige hoogste speelklasse. In 1954/55 werd de club vicekampioen en kwalificeerde zich zo voor de eindronde om het Duitse kampioenschap. Na de oprichting van de Bundesliga als eerste klasse voor heel het land werden de Oberliga's afgeschaft. Als 2de klasse kwamen er 5 Regionalliga's, Reutlingen speelde in de Regionalliga Süd. In 1964/65 werd de club vicekampioen na Bayern München. De club nam deel aan de eindronde maar het waren Bayern München en Borussia Mönchengladbach, die beiden erg grote ploegen zouden worden die de promotie afdwongen.
In het seizoen 1972-73 degradeerde de club na 10 seizoenen uit de Regionalliga naar de Amateurliga. In 1975 promoveerde de club naar de 2. Bundesliga, die in 1974 de Regionalliga's afloste. Na één seizoen degradeerde de club weer en het zou dan 25 jaar duren vooraleer de club opnieuw kon promoveren. Na 3 seizoenen degradeerde de club, maar de club kreeg geen licentie voor de Regionalliga en moest meteen naar de 4de klasse. Na ook daar 3 seizoenen te spelen kon de club in 2005/06 kampioen worden en terug naar de Regionalliga keren. In 2010 degradeerde de club naar de Oberliga.

## Erelijst
Duits amateurkampioen
1974